# Kapibara
Kapibara ili vodenprase (lat. Hydrochoerus hydrochaeris) najveća je živuća vrsta glodavaca na svijetu. Poluvodeni je sisavac, biljojed iz roda Hydrochoerus. Najsrodnije su zamorčićima, a nešto su im dalji srodnici aguti, činčile i nutrije. Kapibare naseljavaju savane i guste šume Srednje i Južne Amerike, tamo gdje ima vode. Među prstima imaju plivaće kožice i pod vodom podugo zadržavaju dah te mogu plivati i roniti: danju u pravilu radi sklanjanja od velike vrućine, a i inače kako bi pobjegle od predatora, kada plutaju dok im samo nos viri iz vode. Društvene su životinje koje žive u skupinama od nekoliko desetaka jedinki pod dominantnim mužjakom. Komuniciraju zvukovima sličnim lavežu, zvižducima, klopotanjem i cikom, a značajno je i obilježavanje sekretom mirisnih žlijezda. Love ih radi mesa i kože, negdje i zato što se za hranu natječu sa stokom, kao i zbog potkožne masti. U zatočeništvu dožive i dvanaest godina, no u prirodi žive oko četiri jer su omiljena hrana anakondama, jaguarima, pumama, ocelotima, orlovima i kajmanima. Zbog brzog razmnožavanja, populacija je stabilna i vrsta nije ugrožena.
Zbog najezde u argentinskom bogataškom naselju Nordelita sredinom 2021. godine, lik kapibara upotrebljava se kao simbol »klasne borbe« u različitim formatima mema.

## Ime
Ime joj dolazi od riječi ka'apiûara iz jezika tupi, nastale spajanjem riječi list (kaá), vitak (píi), jesti (ú) i sufiksa za činitelja (ara), a znači »proždirač trave«.
Znanstveni naziv njezina roda, hydrochaeris, dolazi od starogrčkih riječi ὕδωρ (hydor: voda) i χοῖρος (hoiros: svinja, vepar). Drugi dio imena vrste dolazi pak od χαίρω (hairo: uživati, biti sretan). U španjolskom jeziku poznata je pod nazivima capibara, chigüiro, carpincho i majas.

## Građa tijela
Imaju bačvasto tijelo i kratku glavu s crvenkastosmeđim do sivim krznom na gornjem dijelu tijela i žućkastosmeđim na donjem. Neke jedinke imaju crne pjege na licu, vanjskim dijelovima nogu i trupu. Dlake krzna duge su od 30 do 120 milimetara, no mjestimično mogu biti tako rijetke da se nazire gola koža.
Odrasle životinje dugačke su od 100 do 130 centimetara, a u ramenima su visoke od 50 do 60 cm. Mužjaci su prosječno teški 50, a ženke 61 kilogram. No, težina im se može kretati u rasponu od 27 pa do 80 kilograma. Tijelo im je bez repa, a imaju 20 zubi. Stražnje noge su neznatno duže od prednjih, a njuška joj je tupa s očima, nosnicama i ušima pri vrhu glave. Prednje noge završavaju s četiri, a stražnje s tri prsta. Prsti, zadebljani slično kopitima, povezani su plivaćim kožicama.

## Rasprostranjenost i životni okoliš
Područje rasprostranjenosti dijeli se na dva dijela. Manji dio je u istočnoj Panami, na sjeveru Kolumbije i sjeverozapadnom dijelu Venezuele. Veći dio je gotovo cijela Južna Amerika istočno od Anda i proteže se od istoka Venezuele sve do Urugvaja i sjeveroistoka Argentine. Sukladno ovako podijeljenom području rasprostiranja, vrsta se dijeli na dvije podvrste: Hydrochoerus hydrochaeris isthmius u manjem, sjeverozapadnom dijelu i rastom je nešto manji nego Hydrochoerus hydrochaeris hydrochaeris koji je rasprostranjen u najvećem dijelu Južne Amerike istočno od Anda.
Nastanjuju različite životne okoliše, no uvijek se moraju se nalaziti u blizini jezera, rijeke, močvare ili šume mangrova. Pored toga, u blizini mora biti čvrsta podloga kao mjesto za spavanje, gdje je poželjna i gusta vegetacija zbog zaštite. Većinom se hrane na travnatim savanama ili u plitkim vodama. Najgušće nastanjuju prostrana vlažna područja kao što je Pantanal i naplavna područja kroz koja teče Orinoco. Uglavnom nastanjuju nizinska područja, no ima ih i u područjima do 1300 metara nadmorske visine. Za razliku od drugih vrsta životinja u ovim područjima, kapibare dobro podnose (do određene mjere) promjene u okolišu koje su rezultat ljudskih aktivnosti, pa tako mogu preživjeti i na plantažama ili stočnim pašnjacima.

## Način života

### Aktivnost
Kapibare su aktivne pretežno u sumrak i svitanje. Najtopliji dio dana provode u mlakama ili plitkoj vodi. Noću se povlače u gustiš, ali ne kopaju skloništa. U područja gdje ih ometaju ljudi aktivnosti premještaju na noć.
U slučaju opasnosti mogu vrlo brzo trčati, no ako je moguće, bježe u vodu. Izvrsno plivaju, i gotovo potpuno zaranjaju u vodu, iz koje izviruju samo oči i vrh nosa. Ponekad se skrivaju u gustu vodenu vegetaciju. Pored toga, mogu prijeći i veće udaljenosti roneći. Duboka voda im služi samo za bijeg, većina aktivnosti odvija se u plićinama ili na tlu.

### Društveno ponašanje
Kapibare žive u skupinama koja se mogu sastojati od jednog para s potomcima ili od više odraslih jedinki. Veličina skupine kreće se 10 do 30 jedinki (ponekad i do 100), ali najčešće oko 20. Povremeno se može sresti i ponekog samotnjaka. To su gotovo uvijek odrasli mužjaci.
Brojnost i način života takve skupine ovisi o godišnjem dobu i okolišu. U kišnom razdoblju kapibare se razilaze na veće područje, pa tako opada broj jedinki okupljenih u pojedine skupine. U to vrijeme životinje jedu i skupljaju masne rezerve, u to vrijeme uglavnom podižu mladunce. Za vrijeme trajanja sušnog razdoblja, kapibare se okupljaju oko većih rijeka i jezera, pa se oblikuju i veće skupine. Smrtnost im je u to vrijeme povećana zbog slabije prehrane i bolesti, a gubitak mogućnosti skrivanja u bujnoj vegetaciji povećava i broj žrtava od grabežljivaca.
Obiteljsku ili veću skupinu vodi dominantni mužjak, i taj položaj često zadržava više godina. Uz njega je jedna ili više ženki s mladuncima, a u skupini mogu biti i drugi, ali podređeni mužjaci. Hijerarhija grupe je u pravilu stabilna, a uspostavlja se dijelom i agresivnim borbama.
Skupina nastanjuje područje veličine od 80 do 200 hektara, no zadržavaju se najčešće u središnjem području od 10 do 20 hektara. Taj dio brane od drugih pripadnika iste vrste. Područje obilježavaju mirisnim žlijezdama iz analnog područja, kao i onim na njušci, koje su kod mužjaka znatno izraženije.
Kapibare se sporazumijevaju čitavim nizom različitih glasova. Glasanjem pokazuju podređenost, dominaciju ili zadovoljstvo, ali i signaliziraju opasnost i strah.

## Razmnožavanje
Kapibare u zatočeništvu prvu ovulaciju dožive oko 1 godine starosti, a estrus im u prosjeku traje 7,5 dana. Tada im se ponešto mijenja miris po kojem ih pronalaze mužjaci. Gestacija traje 130 dana. Ženka najčešće okoti oko 4 mladunca, no broj varira između 1 i 9. Parenje može biti jednom godišnje (Brazil) ili više puta (Venezuela, Kolumbija). Mladunci su izraženi potrkušci i sposobni su samostalno pasti travu nekoliko dana od rođenja, iako ih majka doji barem prvih mjesec dana života.

## U popularnoj kulturi
Početkom 2020-ih kapibare su postale popularne kao mem, a jedan od razloga bila je najezda u argentinskom bogataškom naselju Nordelita zbog koje ih se na komičan način koristilo kao likove »klasne borbe«. Uobičajen format mema uključuje kapibare u raznim situacijama uz pjesmu After Party Dona Tolivera.

## Drugi projekti
|  | Zajednički poslužitelj ima stranicu o temi Kapibara |
|  | Wikivrste imaju podatke o taksonu Kapibara          |